# Purasangre (telenovela chilena)
Purasangre es una telenovela chilena creada por Alejandro Cabrera junto a Larissa Contreras, dirigida por María Eugenia Rencoret y transmitida por Televisión Nacional de Chile desde el 12 de agosto de 2002 hasta el 20 de enero de 2003.
Protagonizada por Gloria Münchmeyer, Álvaro Rudolphy, Patricia López, Francisco Pérez Bannen, Ángela Contreras y Luciano Cruz-Coke.

## Argumento
Al inicio de la década de 1970, en una época de grandes cambios en el ámbito social, cultural, político y económico chileno, el griego Constantino Callassis, a pesar de provenir de una de las más importantes familias de origen griego en el país, se sentía más a gusto en los burdeles y con las coristas, que fueron sus musas y su perdición por mucho tiempo. 
Violeta Salazar (Gloria Münchmeyer), la madame del burdel Ángel Azul, era su favorita. Él la enamora con su poesía y ella lo hechiza con su belleza. Ambos conforman una intensa relación que perdura durante un tiempo. Con las ganancias de la popular mujer, el hombre invierte en caballos purasangre e ingresa a la hípica. Pero todo cambiará cuando él se apodera de la fortuna de Violeta y la abandona para contraer matrimonio con una joven aristócrata, quien posee uno de los patrimonios más importantes de la hípica santiaguina.
Violeta embarazada de Constantino, decide abandonar a su hijo recién nacido, a la cual maldice, y jura vengarse del hombre que la engañó y que se quedó con toda su fortuna. Está acompañada y aconsejada por sus más íntimos colaboradores; Rosa (Malucha Pinto), ex-prostituta, y Recaredo (Mauricio Pesutic), el refinado pianista del burdel, los cuales siempre fueron sus amigos y le brindaron todo su apoyo en los momentos  más grises de Violeta. Cuando Violeta descubre que Constantino logra engendrar hijos con aquella joven aristócrata, desaparece por un tiempo hasta que su corazón se reestablezca, para idear un plan de venganza no sólo contra aquel hombre que la había lastimado, sino también contra toda su descendencia.
En 2002, Violeta Salazar vuelve a aparecer ya posicionada como una importante empresaria de la hípica chilena, lista para vengarse de la familia Callassis y recuperar todo lo que había perdido . Durante su desaparición desde hace años, cría desde pequeña a su joven ahijada Amanda Rodríguez (Patricia López), quien será la encargada de cumplir la venganza que planea durante treinta años. La mujer depositó en su crianza fuertes cuotas de resentimiento contra los hombres, con el fin de seducir a los hijos del hombre le quitó en vida toda su dignidad y fortuna. 
Pero no todo será fácil, ya que la familia Callassis ha logrado el más alto prestigio en el campo hípico de Santiago y conforma en el Haras Ángel Azul, la mayor crianza de caballos purasangre. La matriarca de la familia es Isidora Lyon-Scott (Gabriela Hernández), viuda de Constantino, quien mantiene una buena armonía y cuidado del haras junto a sus tres hijos; Miguel (Álvaro Rudolphy) quien es el mayor, un tipo muy ambicioso y siniestro que asume las riendas del negocio hípico tras la muerte del padre; Gabriel (Luciano Cruz-Coke), un pacifista profesional, dedicado a su labor de químico veterinario; y Rafael (Benjamín Vicuña) es un vividor que, por razones obvias, se rebela frente a las exigencias del status. 
Es por esto que Amanda será una perfecta máquina de seducción y venganza, la cual usará todas sus las artimañas inculcadas desde niña por Violeta. La bella joven se insertará intempestivamente en el haras de los Callassis para hacer justicia en nombre de su madrina. En el lugar se hará pasar por una huérfana campesina capaz de domar a King Size, el potro purasangre más importante de la familia. Impronta, erótica y sensual, la muchacha seducirá a los tres hermanos. Pero en el camino deberá enfrentar un pequeño problema; la aparición de Manuel Figueroa (Francisco Pérez-Bannen), un humilde adiestrador de caballos que pone en peligro el plan por enamorarse de él.
Ante la presencia de la mujer en el haras, Miguel se enamora perdidamente de Amanda, pese a la desconfianza que le genera su figura y su procedencia.  Pero el camino no será fácil para la mujer, ya que deberá enfrentar la maldad de Elena Santa Cruz (Ángela Contreras), la arribista novia de Gabriel, quien también es amante de Miguel, transformándose en una fuerte opositora.
Pero el plan de venganza de Violeta no se queda ahí, le encarga a su sobrina Brenda (Sigrid Alegría), montar a sus caballos en las competencias de carrera contra los caballos de los Callassis en el Club Hípico de Santiago, cuyo apremio genera muy buenos dividendos a la mujer, posicionando su nombre cada vez más en alto e incluso esta habilidad de la chica jocketa enamora a Rafael, el hijo menor de Constantino.
Pero no todo es gloria para Violeta Salazar, ya que de pronto, Manuel se comienza acercar a su vida de manera radical por complicidades de Rosa y Recaredo, sin darse cuenta de que fue el niño que abandonó por ser producto de un embarazo con el hombre que más le hizo daño en la vida. De este modo, Amanda se enfrentará a la pasión entre los dos herederos de la fortuna su madrina.

## Reparto

### Principales
- Gloria Münchmeyer como Violeta Salazar.
- Álvaro Rudolphy como Miguel Callassis
- Patricia López como Amanda Rodríguez
- Francisco Pérez Bannen como Manuel Figueroa
- Ángela Contreras como Elena Santa Cruz
- Luciano Cruz-Coke como Gabriel Callassis
- Mauricio Pešutić como Recaredo Oyarzún.
- Coca Guazzini como Josefina López
- Jaime Vadell como Adolfo Benavides.
- Ana Reeves como Apolonia Soto.
- Edgardo Bruna como José Reyes.
- Benjamín Vicuña como Rafael Callassis
- Sigrid Alegría como Brenda Valenzuela.
- Catalina Guerra como Margot Rebolledo.
- Gabriela Hernández como Isidora Lyon.
- Marcelo Romo como Eusebio García.
- Malucha Pinto como Rosa Espinoza.
- Luis Gnecco como Julio Marambio.
- Catalina Pulido como Cecilia Vergara.
- Felipe Braun como Juan Estay.
- Paola Volpato como Matilde Godoy.
- Claudio Arredondo como Antonio Véliz.
- Carmina Riego como Mireya Sánchez.
- Luis Uribe como Reyniero Reyes
- Paola Giannini como Estefanía Reyes
- Andrés Velasco como Ramón Yáñez / Darío Rivarola.
- Yuyuniz Navas como Marina Astudillo.
- Claudio Olate como Junior Leiva.
- Fernando Farías como Dámaso Aránguiz.
- Marcela Arroyave como Samantha Jara.
- María Paz Grandjean como Sharon González.

## Equipo
- Dirección de Programación TVN: Eugenio García
- Dirección de Producción TVN: David Belmar
- Dirección de Área Dramática TVN: Pablo Ávila
- Guion: Alejandro Cabrera
- Dirección general: María Eugenia Rencoret
- Producción general: Vania Portilla
- Dirección de Unidad(es): Víctor Huerta y Enrique Bravo
- Edición: Miguel Garrido y Jaime Pagani

## Producción
Purasangre inició sus grabaciones exteriores el 11 de julio de 2002. Además, marcó el debut de Gloria Münchmeyer en TVN, luego de dos décadas en Canal 13.

## Banda sonora
1° carrera de éxitos
1. Purasangre - Douglas (Tema central)
2. Tú - Umberto Tozzi
3. Tú, siempre tú - Franco Simone (Tema de Manuel y Amanda)
4. El corazón es gitano - Nicola Di Bari
5. Poco a poco me enamoré de ti - Collage
6. Con qué derecho - Jeanette (Tema de Estefanía y Julio)
7. Bella sin alma - Ricardo Cocciante (Tema de Amanda)
8. Solo tú, solo yo - Toto Cotugno (Tema de brenda y rafael)
9. Volveré alguna vez - José Feliciano
10. Sácame esa espada de mi corazón - Los Iracundos
11. Imagínate - Iva Zanicchi
12. Super Superman - Miguel Bosé (Tema de Junior)
13. Mi libre canción - Lucio Battisti (Tema de Marina y Moncho)
14. El me mintió - Amanda Miguel (Tema de Isidora)
15. Recién te conozco y te quiero - Orlando Netti
16. Mentira - Valeria Lynch
17. El jardín prohibido - Sandro Giacobbe
18. Ansiedad - Albert Hammond (Tema de Antonio y Mireya)
19. Prohibida - Raúl Fuentes

2° carrera de éxitos
1. Solo para ti Sergio Dalma (Tema de Antonio y Matilde)
2. Quererte a ti - Ángela Carrasco
3. Como violetas - Nicola Di Bari
4. Paso la vida pensando - José Feliciano
5. Sólo tú - Matia Bazar (Tema de Rafael y Brenda)
6. Dime - Morris Albert
7. Te amo - Umberto Tozzi (Tema de Rafael y Amanda)
8. Dejaré la llave en mi puerta - Tony Ronald
9. Como el padre sol - Sandra Mihanovich
10. O quizás simplemente te ragale una rosa - Leonardo Favio
11. Eres mía - Toto Cotugno
12. En el amor todo es empezar - Rafaella Carrá (Tema de Rosa)
13. Mañanas de terciopelo - Demis Roussos
14. Aparte del hecho - Iva Zanicchi
15. Yo Sin Él - Valeria Lynch
16. Bonus Track - Karaoke central tema Purasangre

## Retransmisiones
Purasangre ha sido retransmitida por la señal nacional de Televisión Nacional de Chile en una única ocasión durante 2005.